# Antonio Castillo (Modedesigner)
Antonio Canovas del Castillo del Rey (* 1908 in Madrid; † 1984) war ein spanischer Modedesigner und Kostümbildner, der 1972 einen Oscar für das beste Kostümdesign gewann. 

## Leben
Castillo arbeitete zunächst als Modedesigner in den Pariser Modeateliers von Robert Piguet und Jeanne Paquin, ehe er 1942 Leiter der Modeabteilung des Unternehmens von Elizabeth Arden wurde und 1948 den Neiman-Marcus-Preis für Mode gewann. 1950 trat er in das von Jeanne Lanvin gegründete Modeunternehmen ein und war bis 1963 als Chefdesigner von dessen Modeatelier in Paris tätig.
Für die Kostüme in den Aufführungen des von Leroy Anderson geschriebenen Musicals Goldilocks erhielt er 1959 eine Nominierung für den Tony Award für das beste Kostümdesign. Nach seinem Ausscheiden aus dem Modeunternehmen Lanvin gründete er 1964 mit Castillo sein eigenes Modeatelier, das er 1969 aufgab.
Bei der Oscarverleihung 1972 gewann Castillo, der nur an den Kostümausstattungen von drei Filmen mitarbeitete, zusammen mit Yvonne Blake einen Oscar für das beste Kostümdesign für den von Franklin J. Schaffner inszenierten Historienfilm Nikolaus und Alexandra (1971) über Zar Nikolaus II. von Russland und dessen Ehefrau Alexandra mit Michael Jayston, Janet Suzman und Roderic Noble in den Hauptrollen. Zugleich waren beide hierfür für den British Academy Film Award für die besten Kostüme nominiert.

## Filmografie
- 1946: Es war einmal
- 1964: Der gelbe Rolls Royce (The Yellow Rolls Royce)
- 1971: Nikolaus und Alexandra

## Auszeichnungen
- 1972: Oscar für das beste Kostümdesign